# Drogentotengedenktag
Der nationale Drogentotengedenktag wird jeweils am 21. Juli mit Gedenkveranstaltungen in mehreren deutschen Städten zur Erinnerung an die Menschen begangen, die an den Folgen ihres Drogenkonsums, insbesondere ihres Drogenmissbrauchs verstorben sind.

## Geschichte
Der Drogentotengedenktag – der von den teilnehmenden Organisationen und Initiativen weitestgehend als „Gedenktag für verstorbene Drogengebrauchende“ bezeichnet wird – geht auf eine Initiative von Angehörigen eines Drogentoten zurück und wurde zum ersten Mal 1998 in Gladbeck begangen. Die Idee wurde deutschlandweit von vielen Organisationen im Bereich der Drogenhilfe aufgegriffen und die Bewegung weitete sich aus. 2010 fanden bereits in mehr als 60 deutschen Städten Gedenkveranstaltungen an diesem Tag statt und auch international gibt es mittlerweile entsprechende Aktionen.

## Aktionen
In vielen Städten war lange Zeit ein symbolischer Sarg das Zentrum der Gedenkveranstaltungen. Neben reinen Gedenkveranstaltungen und Gottesdiensten finden am Drogentotengedenktag in vielen Städten mittlerweile auch politische Aktionen statt. So wurde beispielsweise im Jahr 2013 in Stuttgart zu einer drogenpolitischen Gesprächsrunde mit Vertretern der Landespolitik, der Stadt Stuttgart, der Drogenhilfe sowie mit Substitutionsärzten und Betroffenen geladen. Auch kulturelle Veranstaltungen, wie z. B. Konzerte, finden statt.

## Rezeption
Anlässlich des Drogentotengedenktages wird in den Medien deutschlandweit über Schicksale Drogen konsumierender Menschen berichtet, um so über die lokalen Aktionen hinaus eine Sensibilisierung der Öffentlichkeit zu erreichen.